# Rattus losea
Rattus losea  (Swinhoe, 1870) è un roditore della famiglia dei Muridi diffuso in Cina e Indocina.

## Descrizione

### Dimensioni
Roditore di medie dimensioni, con la lunghezza della testa e del corpo tra 120 e 185 mm, la lunghezza della coda tra 128 e 175 mm, la lunghezza del piede tra 24 e 32 mm, la lunghezza delle orecchie tra 18 e 21 mm e un peso fino a 90 g.

### Aspetto
La pelliccia è densa e soffice, priva di peli spinosi. Il colore delle parti superiori è bruno-giallastro, i fianchi sono cosparsi di peli giallastri mentre le parti ventrali sono bianche-grigiastre, con la base dei peli grigia. L'inguine ed il mento sono bianchi. Le orecchie sono marroni chiare. Il dorso delle zampe varia dal grigio al bruno-grigiastro. La coda è lunga come la testa ed il corpo ed è uniformemente marrone. Le femmine hanno un paio di mammelle pettorali, un paio addominali e 3 paia inguinali. Il cariotipo è 2n=42 FN=58-62.

## Biologia

### Comportamento
È una specie terricola e notturna. La popolazione fluttua notevolmente in relazione alla disponibilità di cibo. Viene considerata una piaga dagli agricoltori a causa dei cunicoli e delle tane che distruggono le colture.

### Alimentazione
Si nutre principalmente di parti vegetali.

## Distribuzione e habitat
Questa specie è diffusa in Cina, Taiwan, Hainan e Indocina.
Vive nei prati, boscaglie, mangrovie, campi coltivati e altre aree modificate dall'uomo fino a 1.000 metri di altitudine.

## Tassonomia
Sono state riconosciute 3 sottospecie:
- R.l.losea: Taiwan e Isole Penghu;
- R.l.exiguus (Howell, 1927): Province cinesi dello Yunnan e Guizhou sud-orientali, Guangxi, Guangdong, Fujian, Zhejiang, Jiangxi, Hunan; Jiangsu, Anhui e Hubei meridionali; Vietnam, Laos centrale e meridionale, Thailandia, Cambogia meridionale e sud-occidentale;
- R.l.sakeratensis (Gyldenstolpe, 1917): Isola di Hainan.

## Conservazione
La IUCN Red List, considerato il vasto areale e la popolazione numerosa, classifica R.losea come specie a rischio minimo (Least Concern).